# Karl-Gustaf Hjort
Karl-Gustaf Magnus Hjort, född 24 juli 1892 i Stockholm, död 24 mars 1972 i Täby församling, var en svensk väg- och vattenbyggnadsingenjör och generaldirektör.
Hjort utexaminerades från Kungliga Tekniska högskolan i Stockholm 1917, var biträdande ingenjör vid mellersta Väg- och vattenbyggnadsdistriktet 1917–1929, vägkonsulent i Kalmar län 1929–1930 och vägingenjör där 1930–1933.  Han blev byråchef i Kommunikationsdepartementet 1933, överdirektör i Väg- och vattenbyggnadsstyrelsen 1943 och var generaldirektör där 1949–1957. Han invaldes som ledamot av Krigsvetenskapsakademien 1951. Hjort är begravd på Norra begravningsplatsen utanför Stockholm.